# Летняя поездка к морю
«Летняя поездка к морю» — советский художественный полнометражный цветной фильм, поставленный на киностудии «Ленфильм» в 1978 году режиссёром Семёном Арановичем.
Премьера фильма в СССР состоялась в январе 1980 года.

## Сюжет
Архангельск, 1942 год. В начале лета экспедиция школьников отправилась к берегам Новой Земли для выполнения особого задания. Суть особого задания состояла в том, чтобы школьники собрали как можно больше яиц на птичьих базарах Новой Земли, которые должны будут дополнить набор продуктов создаваемых продовольственных баз для терпящих бедствие моряков. Они везут продукты и должны соорудить продовольственные базы, необходимые мореплавателям и другим обитателям холодного острова для выживания в тяжелое военное время. Никто из ребят не подозревает о том, что вскоре после их приезда на Новую Землю там после воздушного боя на острове, где есть пресная вода, появится сбитый немецкий летчик, а вскоре в лагерь нагрянут ищущие его фашисты. Командир бригады школьников сделает все, чтобы избежать конфликта и убедить немцев, что это обычный детский лагерь, но из-за реакции подростка, отец которого погиб на войне, погибнет от пули фашиста.
Фильм снят по первоначальному наброску повести «Робинзоны студёного острова» Николая Вурдова в необычной для того времени документальной манере.

## В ролях
- Николай Скоробогатов — Петрович (роль озвучил — Игорь Ефимов)
- Анатолий Горин — Седой
- Игорь Фокин — Иван Воинов
- Александр Куренной — Мирон
- Андрей Зотов — Борис Жбанков
- Виктор Проскурин — немецкий лётчик
- И. Матвеев — Мишка Варенцов
- Дима Зарубин — Федя
- В. Болтов — Сопливый

## В эпизодах
- Татьяна Кравченко-Яковлева
- Виктор Речман
- Е. Андреев
- Н. Вагинов
- А. Винокуров
- В. Герасимов
- Всеволод Гаврилов
- Б. Духновский
- К. Лихачёв
- Н. Карпов
- В. Карпов
- А. Максимов
- А. Пресняк
- В. Таманов
- Н. Хихелов
- В. Шитовалов
- Р. Фомин
- С. Фёклин

## Съёмочная группа
- Автор сценария — Юрий Клепиков
- Режиссёр-постановщик — Семён Аранович
- Главный оператор — Владимир Ильин
- Главный художник — Грачья Мекинян
- Композитор — Олег Каравайчук
- Звукооператор — Галина Лукина
- Монтажёр — Раиса Изаксон
- Редактор — Светлана Пономаренко
- Режиссёры — Н. Абраменко, Аркадий Тигай
- Оператор — В. Тупицын
- Костюмы — Галины Деевой
- Грим — Л. Стамбирской
- Ассистенты:
режиссёра — Юрий Мамин, С. Ильина
оператора — В. Мурзинов
по монтажу — Е. Волынская
- Параллельная группа съёмок:
Оператор — В. Донец
Ассистент оператора — В. Трилис
- Комбинированные съёмки:
Оператор — Михаил Покровский
Художник — В. Соловьёв
- Административная группа — Дмитрий Гербачевский, Л. Разуваев, М. Акатов, Владимир Калиш
- Директор картины — Владимир Семенец